# Virginia Slims of Moscow 1989
Virginia Slims of Moscow (рос. Московский турнир «Вирджиния Слимз») — жіночий тенісний турнір, що відбувся на закритих кортах з килимовим покриттям спорткомплексу Олімпійський у Москві (СРСР). Належав до турнірів 2-ї категорії в рамках Світової чемпіонської серії Вірджинії Слімс 1989 (Тур WTA 1989).
Тривав з 8 до 15 жовтня 1989 року. Відбувся вперше. Згодом мав назви St. Petersburg Open і Moscow Ladies Open.

## Переможниці

### Одиночний розряд
Гретхен Магерс —  Наташа Звєрєва 6–3, 6–4
- Для Магерс це був перший титул за сезон і 3-й (останній) - за кар'єру.

### Парний розряд
Лариса Савченко /  Наташа Звєрєва —  Наталі Ерреман /  Катрін Сюїр 6–3, 6–4
- Для пари Савченко/Звєрєва це був 4-й титул за сезон і 6-й за кар'єру.